# Stolnica Marijinega vnebovzetja, Valladolid
Stolnica Marijinega vnebovzetja (špansko: Catedral de Nuestra Señora de la Asunción), bolj znan kot katedrala v Valladolidu, je katoliška katedrala v Valladolidu v Španiji. Zasnoval jo je Juan de Herrera. Ni dokončana. Danes je zgrajena nad 40-45% od prvotne zasnove.

## Zgodovina
Stolnica ima svoj izvor v pozno gotski kolegijski cerkvi, katere gradnja se je začela v poznem 15. stoletju: preden je začasno postal prestolnica združene Španija, Valladolid ni bila škofija in tako ni imela potrebe po gradnji stolnice. Vendar je kmalu postala gotska kolegijska cerkev zastarela z rastjo renesančne klasicistične arhitekture in v zahvalo za novoustanovljeno škofijo, se je mestni svet odločil, da zgradi stolnico podobne konstrukcije kot v sosednjih prestolnicah.
Projekt, kot se je začel, naj bi predstavljal eno največjih stolnic v Španiji. Ko se je gradnja začela, je bil Valladolid de facto prestolnica Španije, sedež kralja Filipa II in njegovega dvora. Vendar pa je zaradi strateških in geopolitičnih razlogov v 1560-tih glavno mesto preselil v Madrid in sredstva za arhitekturni projekt so bila v veliki meri zmanjšana. Tako stolnica ni bila končana po Herrerovem načrtu; v 17. in 18. stoletju je bila modificirana, kot dodatek k vrhu glavne fasade, delo Churriguera.

## Opis
Stavba, razglašena za kulturno dediščino leta 1931, je posvečena Nuestra Señora de la Asunción. Čeprav jo je zasnoval Juan de Herrera, so njeno gradnjo usmerjali predvsem njegovi učenci v prvi polovici 17. stoletja. Diego de Praves je glavni izvajalec, njega je nasledil njegov sin. Tloris je pravokotnik z dvema stolpoma na vogalih glavne fasade in drugima dvema v piramidi, v prezbiteriju.
Načrt je predvidel veliko cerkev s tremi ladjami, s prečno ladjo v centru, z dvojimi velikimi vrati na koncih. Glavna kapela in kor so bili mišljeni na istem mestu (eden od ciljev tridentinskega koncila), tako da bi procesije hodile mimo okrog zadaj. Prav tako so bile načrtovane nekatere kapelice na obeh straneh stavbe med oporniki. Zgrajena je le slaba polovica cerkve. Danes se stavba ustavi na mestu prečne ladje in ima samo en stolp.
Spodnji del glavne fasade ima obliko slavoloka v dorskem redu in zaradi napake v konstrukciji je portalni lok precej koničast.
V 18. stoletju je Alberto Churriguera postavil drugi del v imitaciji fasade cerkve El Escorial. Na balustradi so kipi sv. Ambroža, svetega Avguština, Sv. Gregorja in svetega Hieronima. Potem je bil postavljen stolp na strani zakristije ki je, po nastali škodi kot posledici lizbonskega potresa, na koncu padel leta 1841; bil je ponovno postavljen poleg zakristije in se ponaša s kipom Corazon de Jesus.
Danes vsebuje bogat glasbeni arhiv 6000 del in oltarno sliko iz 16. stoletja Juana de Junija vzeto iz cerkve Santa Maria La Antigua, tudi v Valladolidu, medtem ko je bil oltar El Greca prvotno v stolnici, prestavljen na drugo mesto .
Obstajajo štiri kapele na vsaki strani cerkve. V prvi je neoklasicistična slika Kajn in Abel in druga je bila last Juan Velerde. Tretja ima dve veliki sliki iz poznega 17. stoletja, delo sledilca Lucasa Jordanije. Naslednja je posvečena San Fernandu, blizu nje je grobnica grofa Ansúreza, čigar kip izvira iz 16. stoletja.
Glavna kapela ima oltarno sliko, ki jo je Juan de Juni prenesel na sedanji položaj leta 1922. Korne sedeže so izdelali Francisco Velázquez in Melchor de Beya leta 1617 in so prišli iz samostana San Pablo v Valladolidu. Na drugi strani cerkve, v tretji kapeli je baročni oltar iz 18. stoletja in skupina kipov in nagrobnih reliefov družine Venero, delo učencev Pompeo Leonija. Druga kapela ima baročno oltarno sliko s skulpturo San Pedro, Pedro de Ávila in zaslon iz 16. stoletja.
Velike orgle, čez glavna vrata, so bile zgrajene leta 1904, delo Aquilino Amezua in razširjene leta 1933, delo njegovega nekdanjega partnerja L. Galdósa, ki je uporabil primer klasicističnih prejšnjih orgel, zgrajenih leta 1794.
V zakristiji je več slik: na primer Marijino vnebovzetje iz druge četrtine 17. stoletja, avtor Diego Valentín Díaz in San Jerónimo y San Jenaro, avtor Lucas Jordan.

## Galerija
- Pogled iz Plaza Mayor
- Iz ulice Regalado
- Glavna fasada
- Notranjost
- Strop
- Kip Corazón de Jesús
- V 1920-tih
- V 1960-tih
- V 1980-tih
- V 1990-tih
- 2012
- Bratovščina v času Svetega tedna v Valladolid
- Notranjost kapele